# Michelle Jennekeová
Michelle Jennekeová (* 23. června 1993 Kenhurst) je australská atletka, jejíž hlavní disciplínou je běh na 100 metrů překážek. Je studentkou University of Sydney, její osobní rekord je 12,82 s.
Na mistrovství Oceánie v atletice do 18 let v roce 2010 vyhrála závod na 100 m překážek a štafetu 4×100 m. Na Letních olympijských hrách mládeže 2010 v Singapuru získala stříbrnou medaili v překážkovém sprintu. Na mistrovství světa juniorů v atletice 2012 byla ve finále pátá, stejně jako na Hrách Commonwealthu 2014, na Univerziádě 2015 obsadila třetí místo. Startovala také na mistrovství světa v atletice 2015 (18. místo), na halovém mistrovství světa v atletice 2016 (10. místo) a olympiádě 2016 (38. místo). V roce 2016 vyhrála atletické mistrovství Austrálie.
Na juniorském MS 2012 zaujala svými rozvernými pohybovými kreacemi při rozcvičování před závodem, videozáznam získal na YouTube devatenáct milionů zhlédnutí. Díky své popularitě získala Jennekeová smlouvu jako modelka pro Sports Illustrated Swimsuit Issue, pózovala také v reklamě na sportovní oblečení.